# Фріц Керр
Фрідріх Керр (нім. Friedrich "Fritz" Kerr, при народженні — Фрідріх Кон; 2 квітня 1892, Леопольдштадт, Австро-Угорщина — 9 жовтня 1974) — австрійський футболіст та тренер, виступав на позиції захисника.

## Кар'єра футболіста
На клубному рівні виступав за «Вінер» та «Хакоах» (Відень). Разом за «Хакоахом» здобули першу перемогу над європейською командою, у 1923 році Керр та його партнери по команді обіграли «Вест Гем Юнайтед» (5:0).
З 1916 по 1918 рік зіграв 7 матчів у футболці національної збірної Австрії.

## Кар'єра тренера
Кар'єру тренера розпочав 1921 року в віденському «Хакоахі», а три роки потому очолив львівську «Гасмонею».
З 1927 року австрієць тренував команду «Штутгартер Кікерс», допоки 1 липня 1929 року не залишив клуб за власним бажанням. Після цього повинен був працювати в столиці Аргентини Буенос-Айресі, але неясно, чи насправді Керр працював в Аргентині.
У 1928 році повернувся до «Штутгартер Кікерс».
З 1930 по 1932 рік тренував національну збірну Естонії, очолював команду на кубку Балтії 1930 року в Литві. Однак Керра, який сповідував юдаїзм, у тому ж сезоні замінив колишній національний гравець Адольф Гешл. Причиною цього стала декларація, яку південнонімецькі клуби вищого дивізіону підписали 9 квітня 1933 року, за якою вони взяли на себе зобов'язання виключити зі свого складу всіх євреїв та марксистів.
Фріц швидко знайшов нову команду, якою став швейцарський «Аарау»,, однак надовго в клубі не затримався. У січні 1934 року переїхав до Ельзасу в «Страсбур», а півтора року очолив «Мюлуз».
Після цього повернувся до Швейцарії, де виграв національний кубок у 1939 році разом з «Лозанною».
Після цього знову повернувся в «Аарау», а в 1951 році очолив «Штутгартер Кікерс».
У наступних сезонах працював зі «Санкт-Галленом», а в сезоні 1954/55 років втретє в кар'єрі зайняв тренерський місток «Аарау».

## Досягнення
- Чемпіонат Бад-Вютембергу
  -  Чемпіон (1): 1928

- Ліга 1
  -  Срібний призер (1): 1934/35

- Кубок Швейцарії
  -  Володар (1): 1939